# 黒川恒男
黒川 恒男（くろかわ つねお）は、国際協力事業団（JICA）職員、日本の外交官。2013年（平成25年）8月20日からモロッコ駐箚特命全権大使。

## 経歴・人物
東京都出身。1978年（昭和53年）慶應義塾大学大学院を修了する。1979年（昭和54年）国際協力事業団に入る。
ジュネーブ大学開発研究所（旧アフリカ研究所）修士課程修了。1999年から2002年まで国際協力機構（JICA）セネガル事務所長。帰国後、安全情報室長を経て、2004年からアフリカ部長。サブサハラアフリカ48カ国における資金協力、技術協力、ボランティア事業を担当した。
国際協力機構理事長室長を経て、2011年（平成23年）9月、国際協力機構理事。
2013年（平成25年）8月（8月20日発令）からモロッコ駐箚特命全権大使。9月26日着任。